# Rohania vulcanica
Rohania vulcanica es una especie de insecto coleóptero de la familia Chrysomelidae. Fue descrita científicamente en 1913 por Weise.